# Associazione degli Ulema musulmani algerini
L'Associazione degli ulema musulmani algerini (in arabo: جمعيّة العلماء المسلمين الجزائريّين, Jam‘iyyat al-‘Ulamā’ al-Muslimīn al-Jazā’iriyyīn) è stata un'associazione religiosa algerina creata nel 1933, durante la colonizzazione francese. L'associazione si ispirava all'imam hanafita egiziano Muhammad Abduh e al suo discepolo Rashid Rida, a loro volta ispirati ai teologi siriani del XIV secolo. Un altro riferimento dell'associazione era lo shaykh Abdelkader El Medjaui, considerato il fondatore del movimento riformista algerino del 1877.
Dal punto di vista politico, furono collegati all'emiro Shekib Arslan e al movimento tunisino Dustur. Il loro programma si sintetizzava nel motto: «L'islam è la nostra religione, l'arabo la nostra lingua e l'Algeria il nostro paese». L'organizzazione fu sciolta nel 1957 ad opera del Fronte di Liberazione Nazionale.

## Fondatori

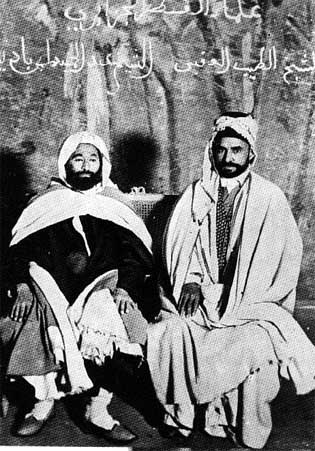
Abdelhamid Ben Badis (1889–1940), a sinistra, e Tayeb el-Oqbi (1889–1960), a destra.

L'organizzazione nacque il 5 maggio 1931 a Costantina, raggruppando tutti gli ulema d'Algeria, compresi i marabutti, ispirandosi ad analoghe organizzazioni sorte in Medio Oriente ed a Tunisi. Il gruppo diventa influente grazie alla figura dello shaykh 'Abd al-Hamid ibn Badis, un discepolo di Hamden Lunissi (che in seguito lasciò l'Algeria per la Mecca) e dell'Imam malikita originario di Tlemcen shaykh Abdelkader el-Medjaui (1848 - 1914).
Ben Badis fu affiancato dallo sheikh Tayyeb el-Oqbi (che aveva vissuto per 25 anni in Hegiaz, a Medina e alla Mecca) e dallo sheikh Mohamed Bashir el-Ibrahimi (che visse molti anni in Egitto e Siria), oltre che dal poeta Mohamed Laid al-Khalifa.

## Programma
Il programma religioso-culturale dell'organizzazione si basava sul ritorno alla purezza originaria dell'islam, lottando contro le superstizioni e l'idolatria, e tentando di riunificare le diverse correnti musulmane algerine attorno alla loro visione sunnita, arabofona e berberofona, per creare un blocco unitario dei musulmani algerini.

### Educazione
Gli ulema davano istruzione ai ragazzi secondo il metodo medio-orientale e panarabo, insegnando la lingua araba, la storia algerina, la grammatica e la matematica, in scuole miste in un tempo in cui le scuole statali non lo erano.
Secondo ibn Badis, gli studenti dovevano "assimilare il modernismo e la cultura dell'epoca attuale attraverso la lingua araba".
La principale scuola coranica fu istituita nella città di Costantina, sotto la guida di Ben Badis, con circa 300 ragazzi. Scuole di teologia, filosofia, diritto, letteratura e storia, guidate dagli ulema furono istituite nelle principali città algerine.
Lo scopo era far diventare l'università di Algeri un centro di irradiazione della cultura araba, sul modello della moschea al-Zaytuna di Tunisi.

### Politica
Gli ulema furono anche a capo della componente arabo-islamica del movimento nazionalista algerino, ostili ai marabutti e alle zawiye, contro i quali fu iniziata una vera crociata nel 1914 con l'opera dello shaykh Abdelkader el-Medjaui "Elloumm' fi nothom el bide' ", ispirata a una poesia del mufti malikita di Costantina Mulud Ben el-Muhub, che polarizzò la stampa tra favorevoli e contrari al suo pensiero.
Il movimento aveva legami con i partiti politici algerini, come pure con il Dustur tunisino e con l'Azione marocchina, e sottolineava l'individualità algerina come distinta da quella francese, rigettando la politica coloniale di assimilazione. Nel 1936, sul quotidiano Al-Shihâb, Ben Badis così si espresse sulla sua visione della nazione algerina:
Ibn Badis, a riguardo della rivoluzione di Ataturk, ne approvò la laicità contro l'ideologia califfale, ma prese le distanze dalla sua lotta anti-imperialista e dalle relazioni con l'URSS, in ciò in disaccordo con Messali Hadj, che in seguito si distaccò dall'associazione.

## Storia

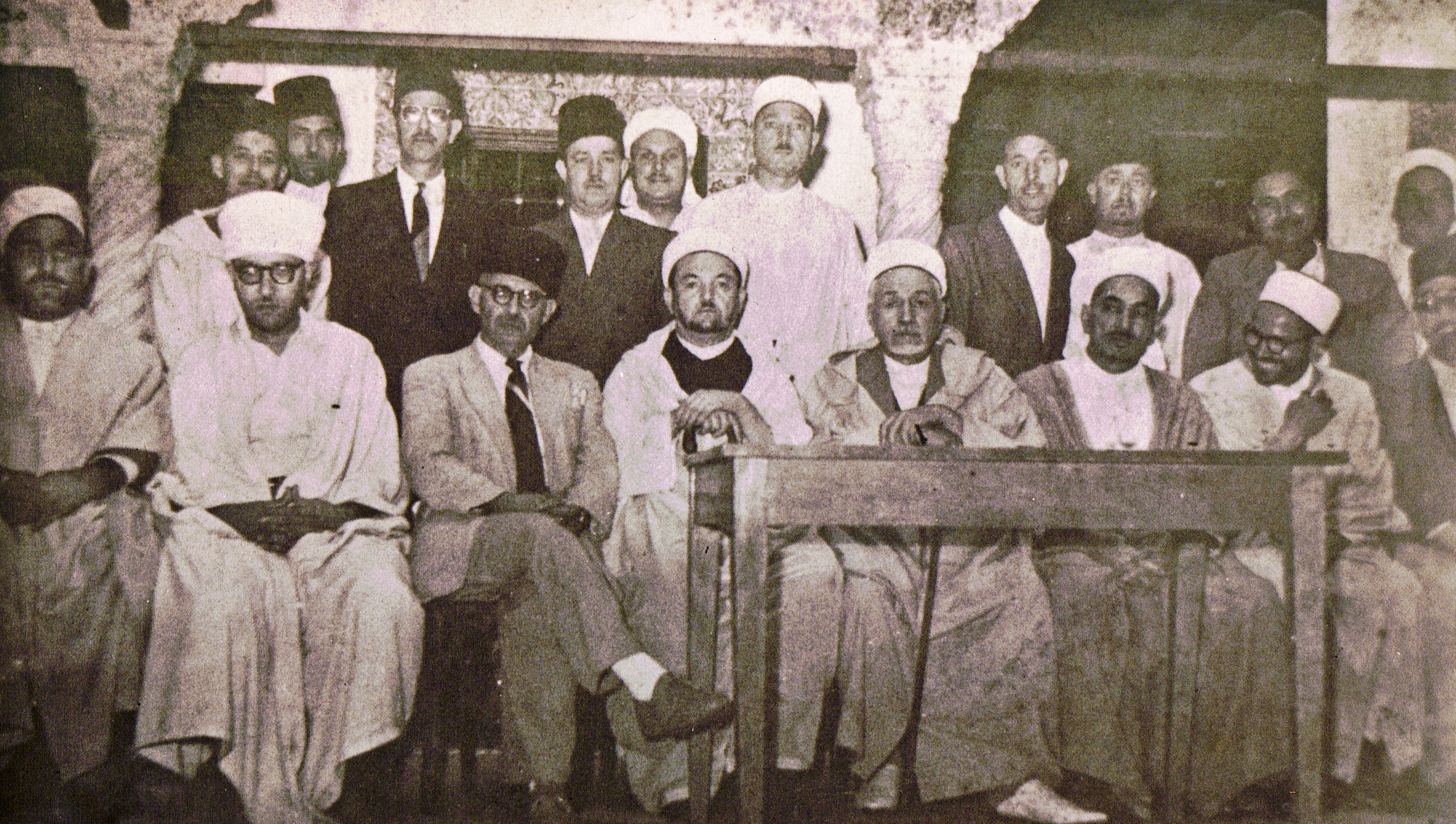
Consiglio di amministrazione dell'associazione (fine anni 1950). Da sinistra a destra, seduti: Naïmi Naïm, Sheikh Abbas Bensheikh el Hocine, Ahmed Taufik El Madani, Larbi Tebessi, Mohamed Bashir El Ibrahimi, Mohamed Khireddine, Abdellatif Sultani, Ahmed Bouchmel. In piedi: sconosciuto, sconosciuto, Baaziz Benomar, Ahmed Hammani, Abubakr Laghuati, Jilali El Farissi, Abdelkader El Maghribi, Ahmed Sahnune, Hamza Boukoucha, sconosciuto.

Il movimento degli ulema era in origine strettamente apolitico, avendo come obiettivo la riforma della prassi religiosa, ancora legata a strutture religiose arcaiche come le confraternite sufi e gli sceicchi delle zawiye dei marabutti.
Tuttavia l'amministrazione coloniale vedeva la crescita dell'importanza gli ulema nella vita politica e religiosa algerina come una potenziale minaccia allo status quo coloniale, e nel 1930 il governo coloniale decise di istituire dei propri Comitati Consultivi del Culto in ciascun dipartimento, ordinando alle autorità locali, con la circolare Michel, di sorvegliare i comunisti e gli ulema.
Nel 1931 gli ulema costituirono l'associazione degli ulema musulmani algerini (AUMA), che contava allora circa 1500 membri, e gestiva oltre 100 strutture religiose, godendo di notevole prestigio tra la popolazione.
Nel 1933 le autorità coloniali vietarono agli ulema dell'AUMA di predicare nelle moschee, passate sotto il controllo statale, e nel 1934 furono chiuse anche molte riviste dell'associazione, portando a dimostrazioni di molte migliaia di sostenitori dell'AUMA nelle città algerine di Costantina e Tlemcen.
Bendali Mahmud Kahul, gran mufti d'Algeri nominato dalle autorità francesi, fu ucciso il 2 agosto 1936. Lo sheihk Tayyeb el-Oqbi fu accusato dalle autorità coloniali di essere il mandante dell'omicidio; questi giunse ad un compromesso con le autorità coloniali, in base al quale l'organizzazione avrebbe goduto della tolleranza del governo in cambio della non ingerenza politica degli ulema, ma l'organizzazione avanzò anche la richiesta alle autorità coloniali di un trattamento giuridico ed economico paritario tra i musulmani algerini ed i francesi algerini o pieds-noirs.
Nel 1938 vi fu un nuovo tentativo di frenare la crescita dell'AUMA con leggi repressive contro le scuole confessionali islamiche. Nel corso della Seconda Guerra Mondiale, molti quadri dell'organizzazione furono arrestati dalle autorità francesi, che temevano il loro collaborazionismo col nemico.

### Partecipazione alla guerra d'indipendenza
Allo scoppio della guerra d'indipendenza nel 1954, l'organizzazione operava in 181 madrase con circa 40.000 studenti.
Nel corso della guerra, l'AUMA fu dichiarata illegale dalle autorità francesi, e le sue dotazioni furono confiscate; tuttavia, essa contribuì a dare supporto logistico e politico al Fronte di Liberazione Nazionale, nel quale confluì nel 1957.
Dopo l'indipendenza dell'Algeria, molti ex-quadri dell'associazione contribuirono a formare il sistema scolastico ed educativo algerino, entrando a far parte delle istituzioni del FLN come l'Alto Consiglio Islamico.

### Ricostituzione
All'indomani della riforma operata dal presidente algerino Chadli Bendjedid per realizzare la transizione del Paese verso un sistema democratico multipartitico, l'Associazione degli ulema algerini si è ricostituita legalmente nel 1991, raggruppando molti ex membri dell'AUMA, che successivamente erano entrati a far parte del FLN e delle sue istituzioni, tra cui Abdelrahman Shibane, ex Ministro degli Affari religiosi (1980-85), che assunse la presidenza dell'associazione nel 1998. L'associazione si è quindi avvicinata alla Fratellanza Musulmana, diventando il riferimento dei principali partiti politici algerini islamisti.
Altri ex membri dell'AUMA, che negli anni Ottanta avevano sostenuto posizioni critiche nei confronti del partito di governo, accusandolo di corruzione e incapacità, influenzati dalla dottrina salafita e da predicatori dell'Arabia Saudita, come lo shaykh Ahmad Sahnun e lo shaykh Abdellatif Soltani, diedero vita a una corrente dissidente, diventando il riferimento di uno dei leader del Fronte Islamico di Salvezza, Ali Ben Hadj.
Attualmente l'associazione è presieduta da Abderrazak Guessom.

## Galleria d'immagini

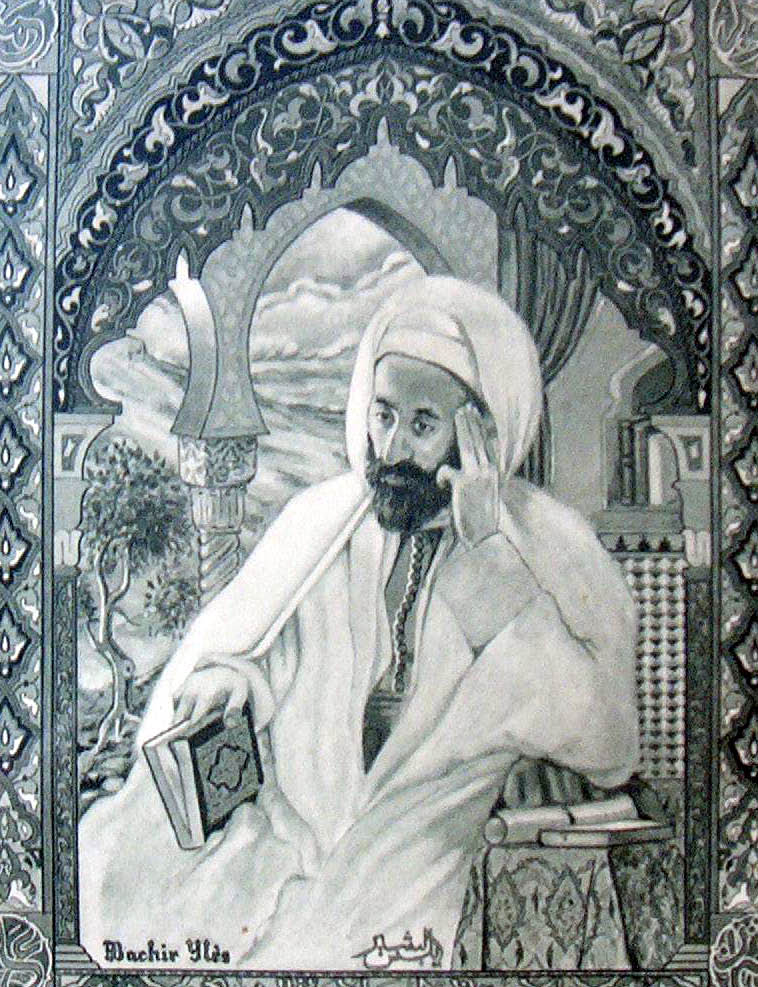
Abdelhamid Ben Badis (1889-1940).
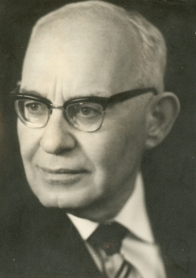
Ahmed Taoufik El Madani (1898-1983)
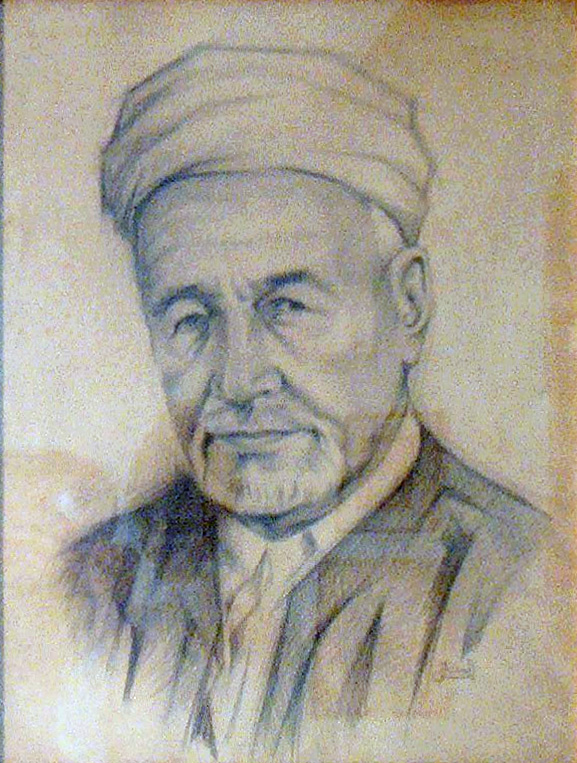
Mohamed Bashir El Ibrahimi (1889-1965)